# Gabare
Een gabare of gabarre, van het Occitaans gabarra en het Grieks karabos (schelp), is een traditioneel Frans scheepstype bestemd voor goederenvervoer.

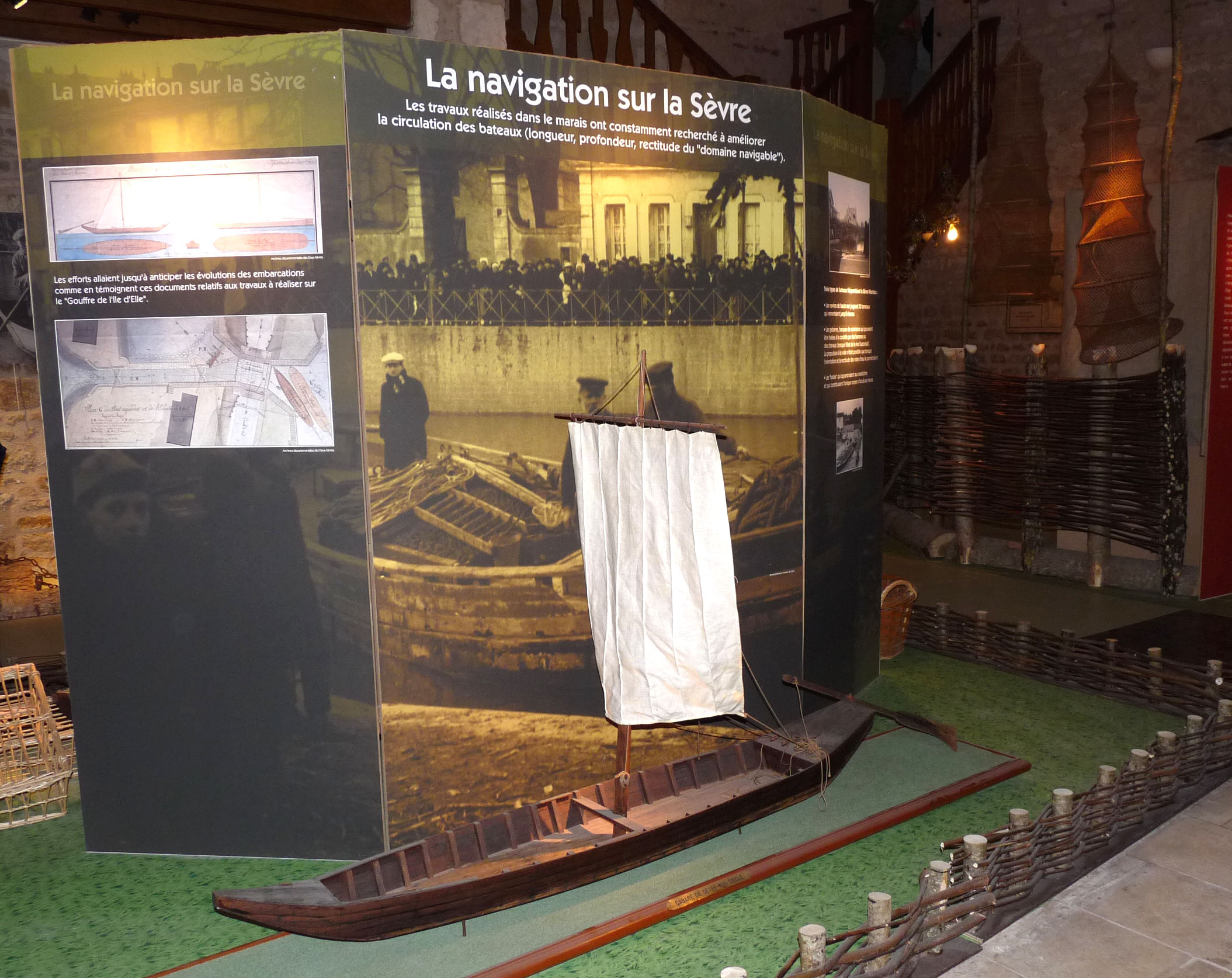
Maquette van een gabare uit de 18e eeuw in het Maison du marais poitevin

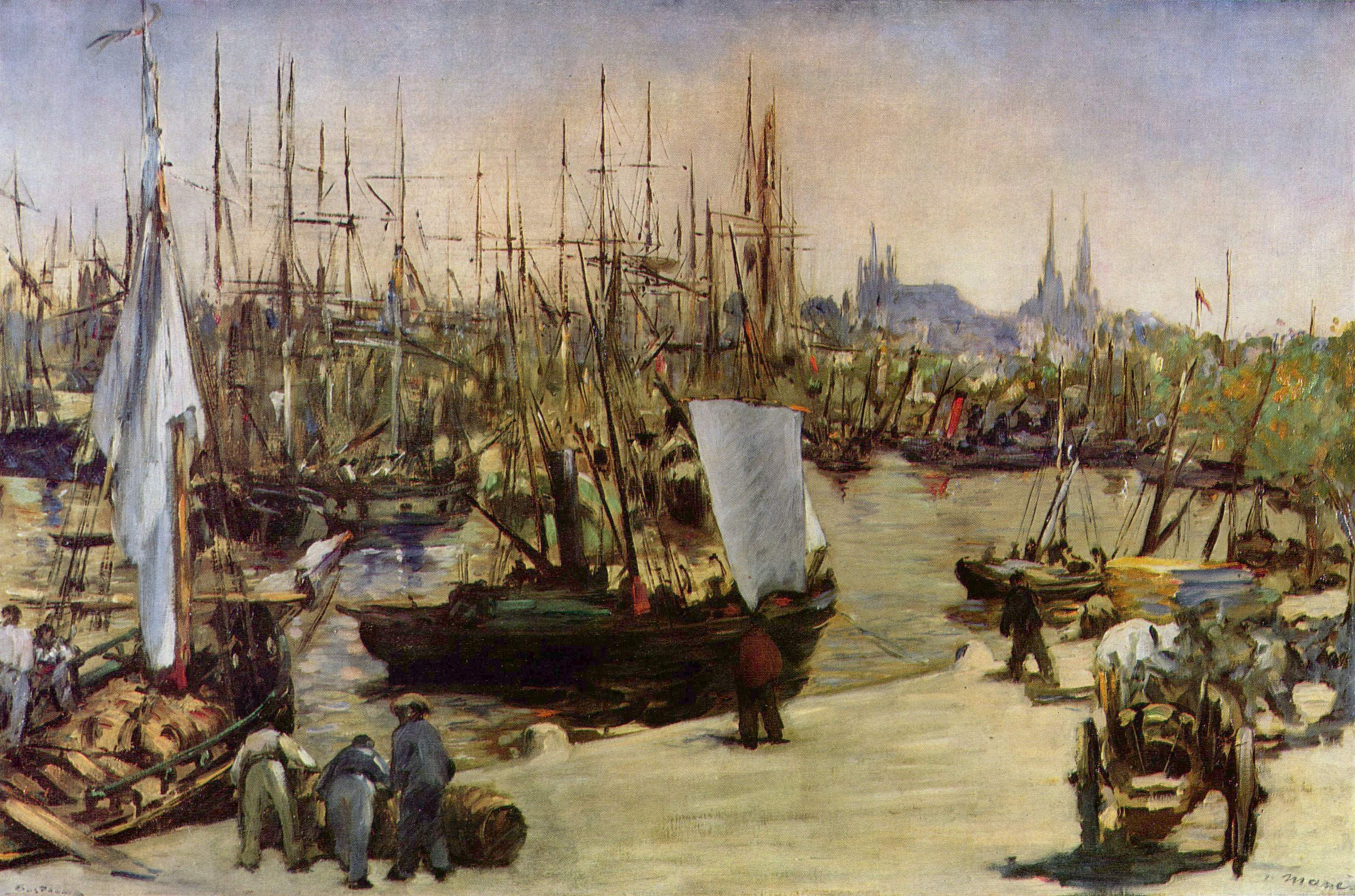
Le Port de Bordeaux et ses gabares, Manet (1871)

De term gabarre of gabare is in feite de aanduiding  voor meerdere scheepstypes die in gebruik waren op de rivieren van Zuidwest Frankrijk zoals de Loire, Sèvre Niortaise, Charente, Dordogne en Garonne. De  enige overeenkomst is dat het allemaal platbodems zijn, zoals gebruikelijk bij riviervrachtschepen, zodat ze ondanks geringe diepgang toch een grote lading kunnen vervoeren. Dikwijls konden deze boten ook gezeild worden.
Op de Loire en de Charente, werden de scheepsrompen gebouwd met overlappende planken, op de andere rivieren werden de planken van de romp aansluitend tegen elkaar bevestigd. 
Afhankelijk van de regio bestond de lading op de reis stroomafwaarts uit landbouwproducten, wijn, mineralen, bouwmateriaal en hout voor de tonnenmakerijen en scheepsbouw. Op de terugreis stroomopwaarts ging het vooral om zout, gedroogde vis en koloniale waren zoals koffie, suiker en specerijen. 
Het riviertransport per gabare raakte in verval door de opkomst van de spoorwegen en verdween  volledig in de eerste helft van de 20e eeuw. Later werd bij wijze van archeologisch onderzoek of voor toeristisch gebruik, op de Dordogne, Charente en Loire een aantal exemplaren herbouwd.

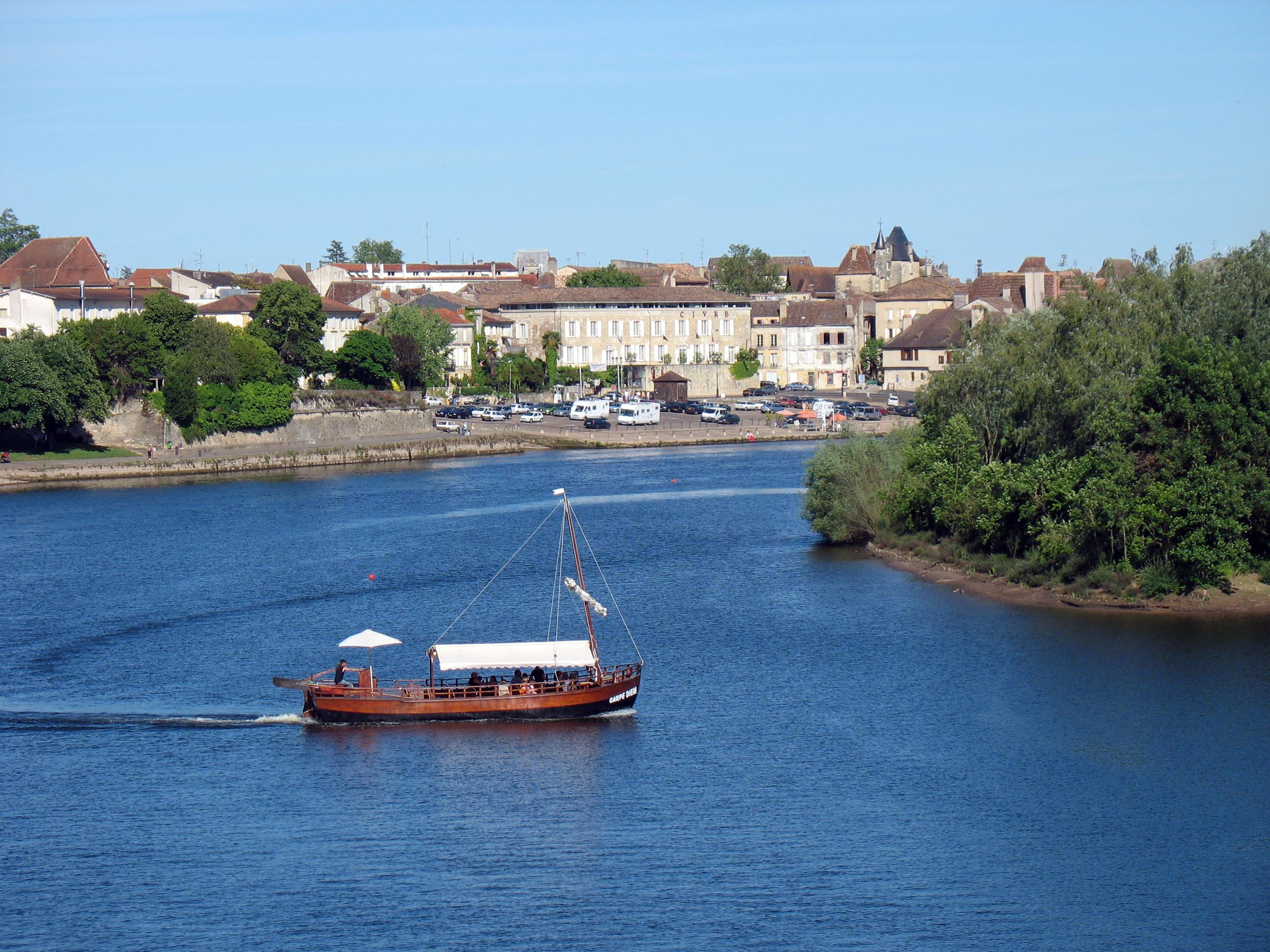
Een toeristengabare te Bergerac
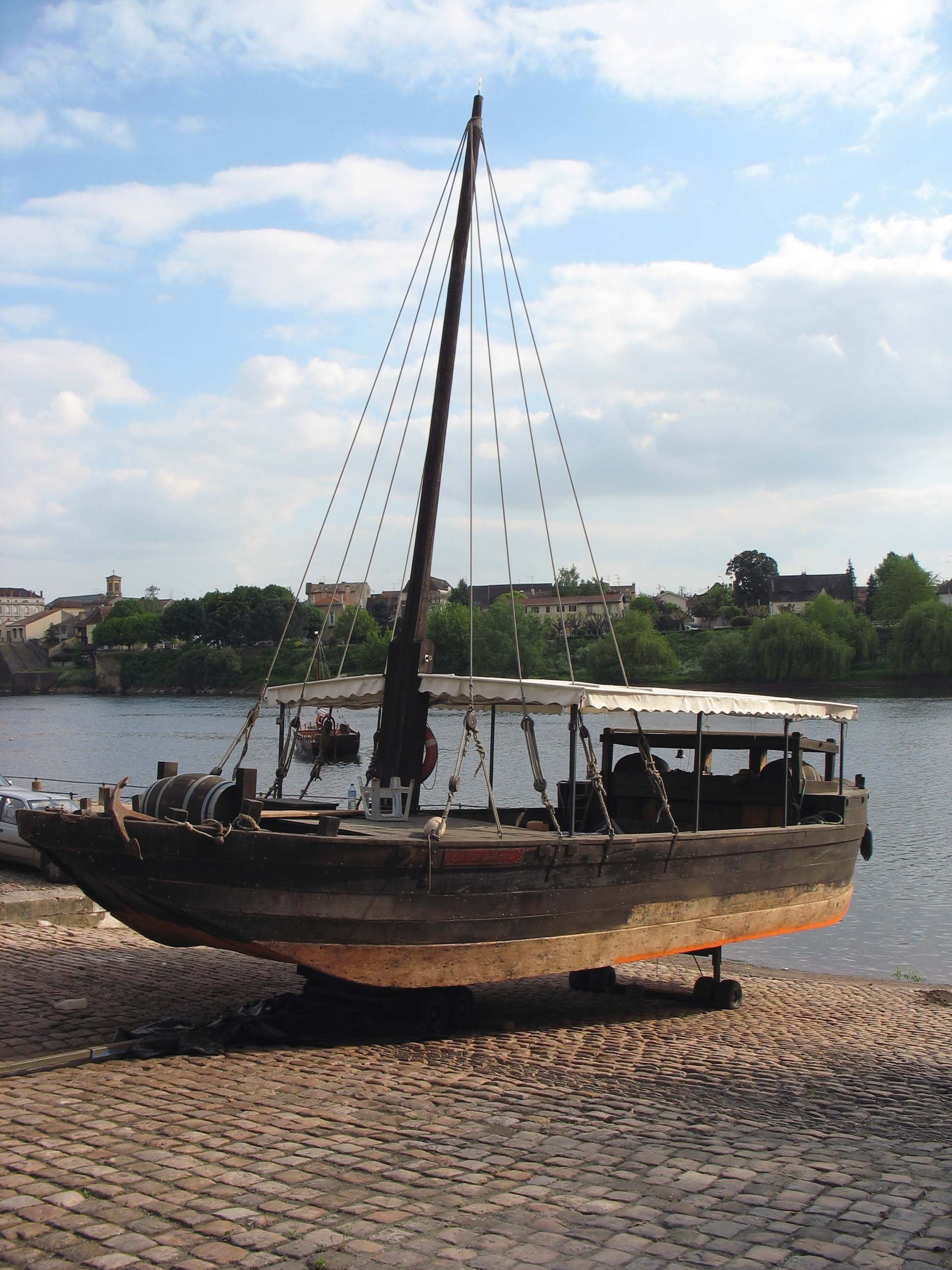
Een gabare in herstelling, Salvettekaai te Bergerac
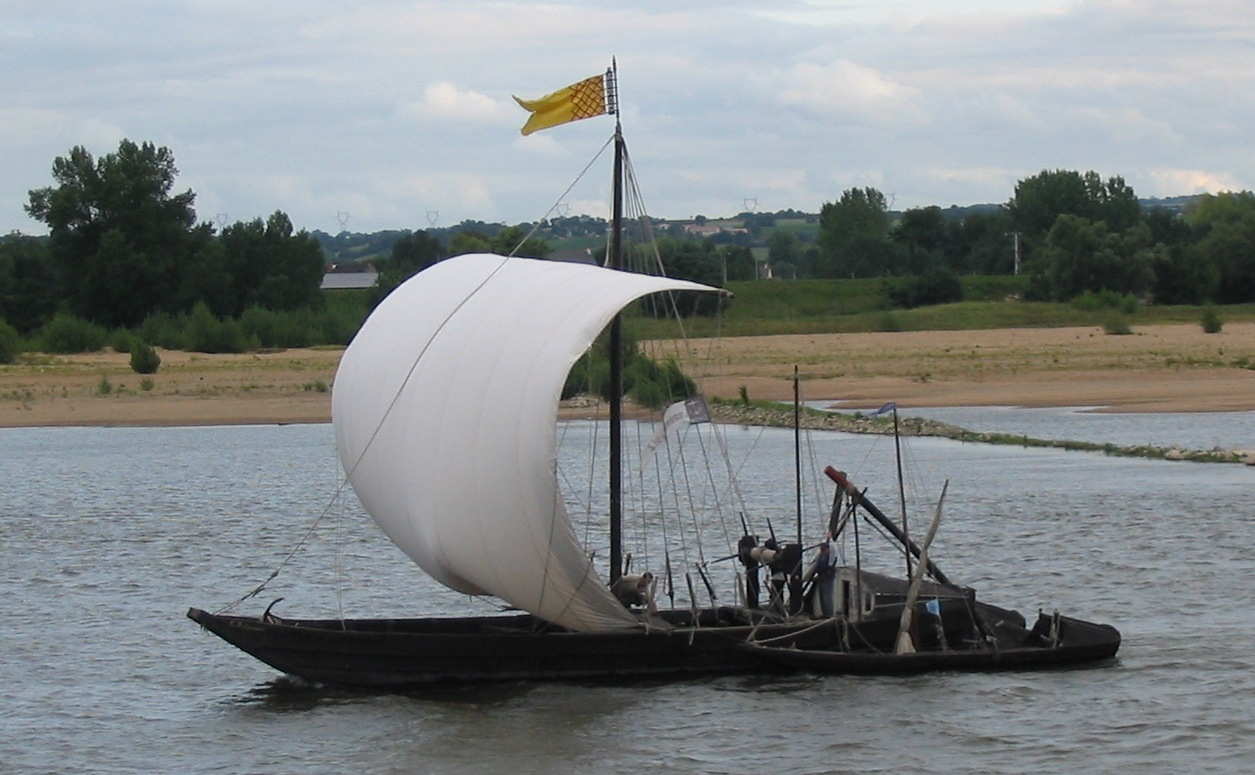
De gabare La Montjeannaiseop de Loire.
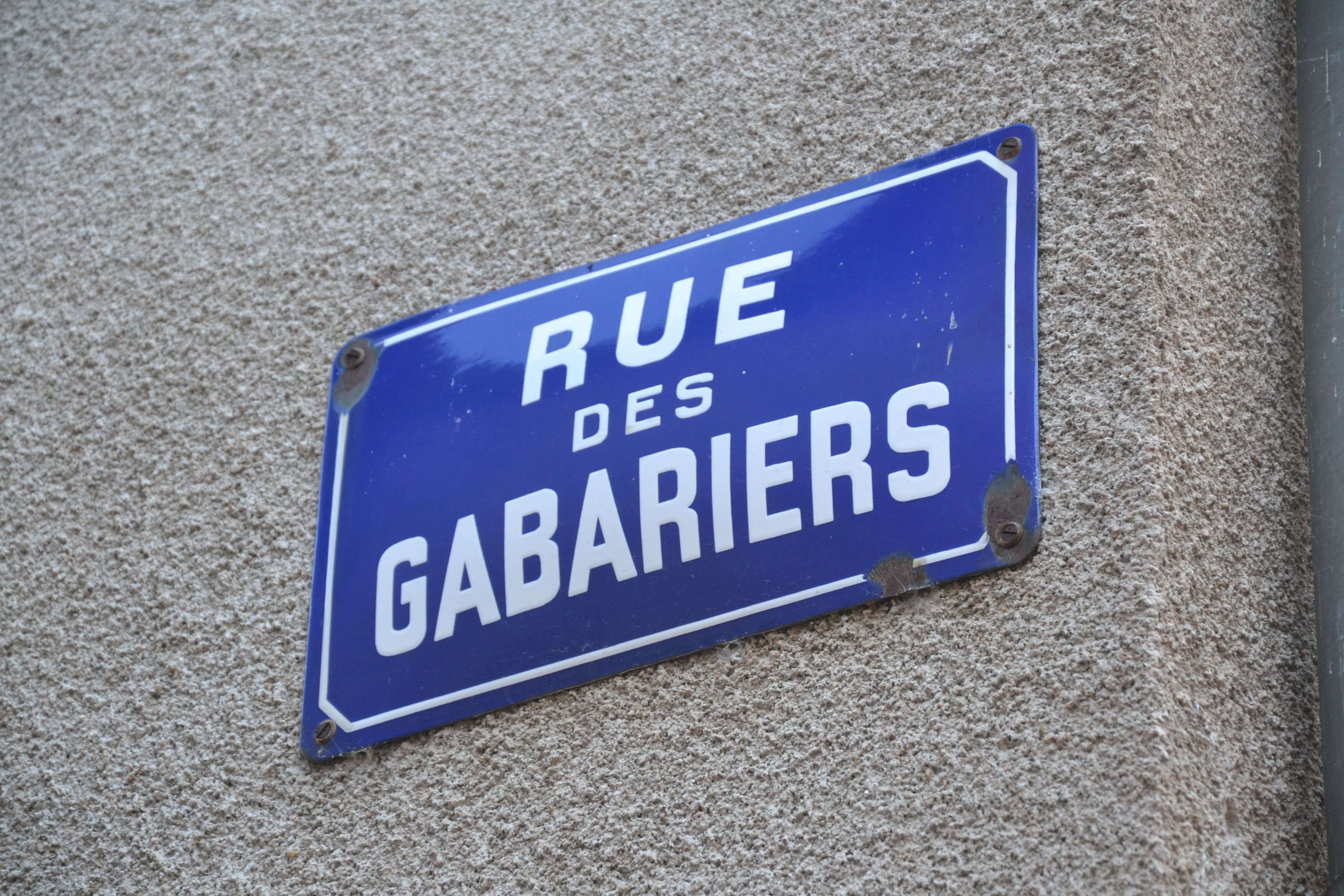
Straatnaambord verwijzend naar de schippers te Beaulieu-sur-Dordogne.